# Voisin C1
Der Voisin C1 ist ein Auto, das der französische Flugpionier Gabriel Voisin zwischen 1919 und 1924 in seinem Unternehmen Aéroplanes G. Voisin baute.

## Geschichte
Nach dem Krieg musste Voisin, als einer der wichtigsten Hersteller von Militärflugzeugen, ein neues Betätigungsfeld suchen und es schien lukrativ zu sein in den aufstrebenden Automobilbau zu investieren. 

## Design und Technik

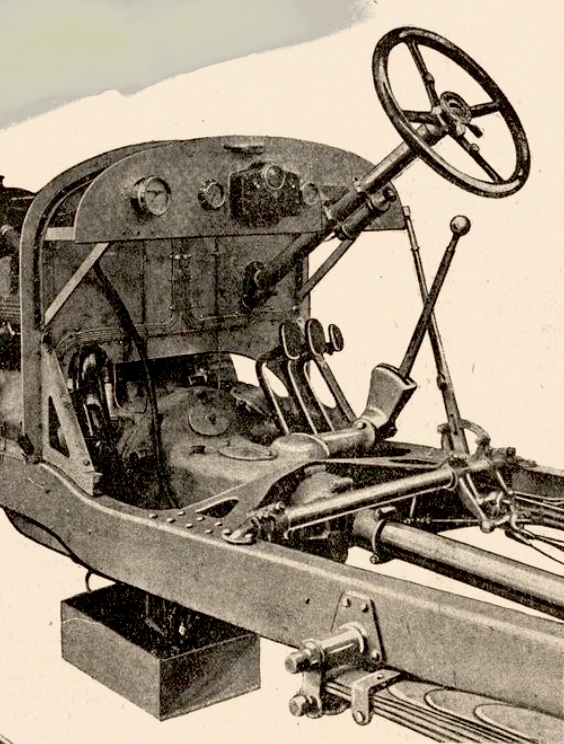
Voisin C1 Bedienelemente

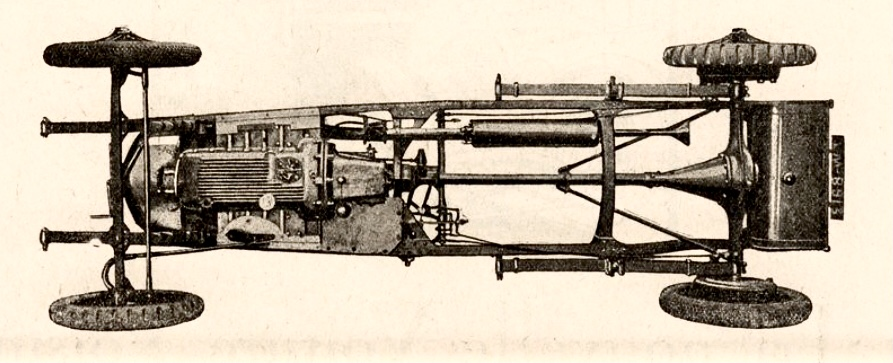
Voisin C1 Chassis

Die Technik und die äußere Form entwarf Voisin mit Unterstützung von André Citroën. Vier Prototypen wurden bereits 1918 ausführlichen Tests unterzogen. Ein erstes Fahrzeug wurde im Oktober 1919 auf dem Pariser Salon vorgestellt. Insgesamt stellte Voisin 1282 Fahrzeuge vom Typ C1 her. Der Radstand betrug 3460 mm und die Spurweite 1410 mm. Die Fahrzeuglänge betrug 4530 mm. Das Getriebe hatte 3 Gänge. Die Räder hatten einen Außendurchmesser von 880 mm, die Reifen waren 120 mm breit. Das Chassis wog 1200 kg.

## Motor
Der Vierzylinder-Schiebermotor nach Knight war hinter der Vorderachse eingebaut. Er hatte einen Hubraum von 3969 cm³ bei 95 mm Bohrung und 140 mm Hub. Mit einer Leistung von 78 PS (57 kW) erreichte der C1 eine Höchstgeschwindigkeit von etwa 105 km/h.